# Сельское поселение «Село Заречье»
Сельское поселение «Село Заречье» — муниципальное образование в составе Ульяновского района Калужской области России.
Центр — село Заречье.

## Население
| 2010  | 2012  | 2013  | 2014  | 2015  | 2016  | 2017  |
| ----- | ----- | ----- | ----- | ----- | ----- | ----- |
| 1402  | ↘1367 | ↘1324 | ↘1303 | ↘1278 | ↗1281 | ↗1293 |
| 2018  | 2019  | 2020  | 2021  |       |       |       |
| ↗1309 | ↘1293 | ↗1296 | ↘1214 |       |       |       |

## Состав
В поселение входят 17 населённых мест:
- село Заречье
- деревня Блинов
- деревня Богдановский
- деревня Госьково
- деревня Грынь
- деревня Железнинский
- деревня Железница
- деревня Ивановка
- деревня Милюгановский
- деревня Озеренский
- село Озерно
- деревня Песоченка (не жилое)
- деревня Ракитинский
- село Сорокино
- село Уколица
- деревня Черняев
- деревня Широковский